# توم وجيري القراصنة والكنز
توم وجيري القراصنة والكنز (بالإنجليزية: Tom and Jerry: Shiver Me Whiskers)‏  هو فيلم رسوم متحركة امريكي كوميدي من إنتاج شركة وارنر بروس للرسوم المتحركة وتيرنر للترفيه المحدودة تم إصدار الفيلم على قرص dvd في 22 أغسطس 2006 وهوا بمثابة الطيار لسلسلة قصص توم وجيري التي تم بثها بعد شهر من إنتاج الفيلم.
تمت دبلجة الفيلم في العالم العربي بواسطة استديو إيمدج برودكشن هاوس وتم عرضه حصريا على قناة كرتون نتورك بالعربية في شهر مارس عام 2019.

## روابط خارجية
- توم وجيري القراصنة والكنز على موقع IMDb (الإنجليزية)
- توم وجيري القراصنة والكنز على موقع روتن توميتوز (الإنجليزية)
- توم وجيري القراصنة والكنز على موقع أول موفي (الإنجليزية)
- توم وجيري القراصنة والكنز على موقع فيلمافينيتي (الإسبانية)
- توم وجيري القراصنة والكنز على موقع قاعدة بيانات الفيلم (الإنجليزية)
- توم وجيري القراصنة والكنز على موقع ليتربوكسد (الإنجليزية)
- توم وجيري القراصنة والكنز على موقع كينوبويسك (الروسية)